# 通麦栎
通麦栎（学名：Quercus tungmaiensis）为壳斗科栎属的植物。分布在中国大陆的西藏等地，生长于海拔1,900米至2,400米的地区，多生于山地阔叶林中，目前尚未由人工引种栽培。

## 异名
- Quercus incana Roxb.
- Quercus kongshanensis Y. C. Hsu et H. W. Jen
- Quercus tungmaiensis Y. T. Chang